# Руштиор (Бистрица-Насауд)
Руштиор (рум. Ruștior) насеље је у Румунији у округу Бистрица-Насауд у општини Шиеуц. Oпштина се налази на надморској висини од 498 m.

## Становништво
Према подацима из 2002. године у насељу је живело 631 становника, од којих су сви румунске националности.